# Language Construction Kit
Language Construction Kit (auf Deutsch etwa: Sprachbaukasten) ist der Titel eines Dokuments im Format von HTML-Seiten von Autor Mark Rosenfelder. Gedacht ist es als Anleitung zum Erstellen von konstruierten Sprachen.
Sein Aufbau ist systematisch, von den einfachsten Bausteinen einer Sprache bis zu den komplexesten. Beginnend  mit der Phonologie und dem Schriftsystem geht es über die Wortbildung und Worte zu dem aufwändigen Gebiet der Grammatik und endet beim Überblick über Register und Dialekte. Der rezeptartige Aufbau, zusammen mit Warnungen vor Dingen, die man gewöhnlich leicht übersehen kann, gepaart mit einer Vielzahl von Beispielen aus natürlichen Sprachen und einer guten Prise Humor haben dazu geführt, dass diese Sprachbauanleitung unter den Mitgliedern der Internet-Community der Sprachbau-Begeisterten (conlang-Community) einen gewissen Status von Respekt und Bekanntheit erreicht hat.
Das Original ist in Englisch. Übersetzungen liegen in den Sprachen Portugiesisch, Italienisch und Deutsch vor.